# 마리클레어 코스텔로

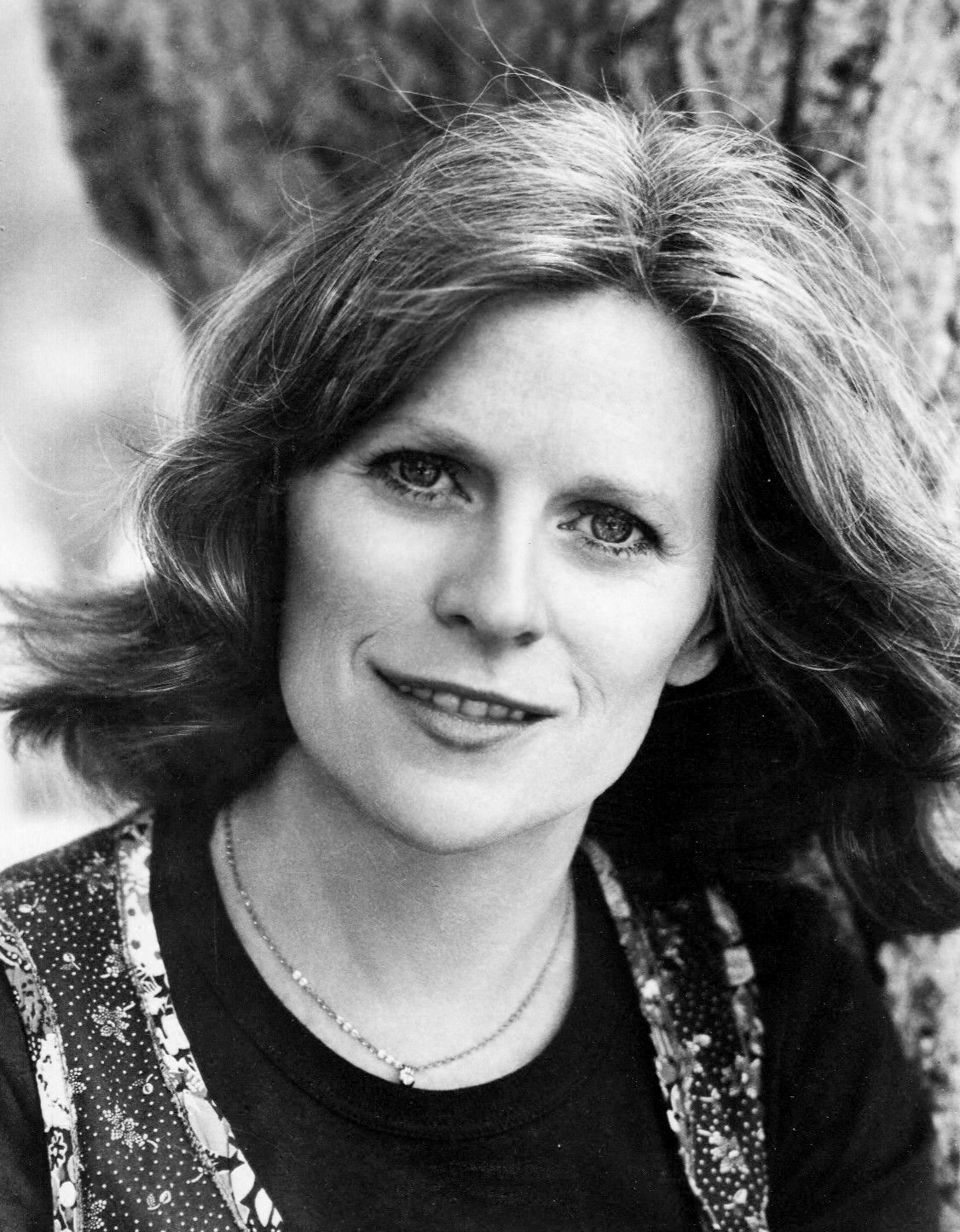

마리클레어 코스텔로(Mariclare Costello, 1936년 2월 3일 ~ )는 미국의 배우, 텔레비전 배우, 연극 배우, 영화배우이다.
피오리아에서 태어났다.

## 영화
- 샤도우 오브 더 블레어 윗치 (2000년)
- 은밀한 유혹 (1993년)
- 벤의 비밀 (1990년)
- 치욕의 법정 (1990년)
- 나이트메어스 (1983년)
- 보통 사람들 (1980년)
- 엔터베 특공 작전 (1977년)
- 디 엑스큐션 오브 프라이빗 슬로빅 (1974년)
- 월튼네 사람들 (1972년)
- 레츠 스케어 제시카 투 데스 (1971년)
- 타이거 메이크 아웃 (1967년)